# Leopold Herman Severin Løvenskiold

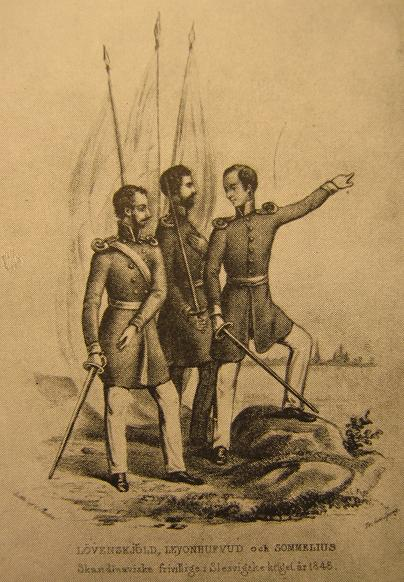
Løvenskiold, Leijonhufvud och Sommelius - Skandinaviska frivilliga i Slesvigska kriget år 1848.

Leopold Herman Severin Løvenskiold, född den 31 mars 1813 på Fossums herregård, död den 11 juni 1848 i Flensburg, var en norsk militär, son till Severin Løvenskiold.
Løvenskiold deltog som frivillig i det första slesvigska kriget samt blev, efter att i flera drabbningar ha utmärkt sig genom tapperhet, dödligt sårad vid Dybbøl i Sundeved.